# 중증 근무력증
중증 근무력증(重症筋無力症, myasthenia gravis, MG), 중증 근육무력증(重症筋肉無力症)은 변동이 있는 근육 저하와 피로를 유발하는 신경근육질환이다.
이 질병은 한 해에 100만 명 중 3~30명의 사람들에게 진단된다. 이 질병을 점차 인지하기 시작함에 따라 진단이 일반화되는 경향이 있다.

## 증상
이 질병의 초기 증상은 특정 근육들의 통증 없는 약화가 특징이며 이는 피로와는 다르다. 이러한 근육 저하는 운동을 하는 동안에 점차 악화되며 휴식을 하면 호전된다. 일반적으로 이러한 저하와 피곤은 하루가 끝나갈 때 악화된다. 이 질병은 안구 저하와 함께 시작되는 것이 보통이며 그 뒤 일상 기능을 수행하는 동안 사지의 저하로 발전될 수 있다.

## 같이 보기
- 신경근육질환